# King’s German Legion

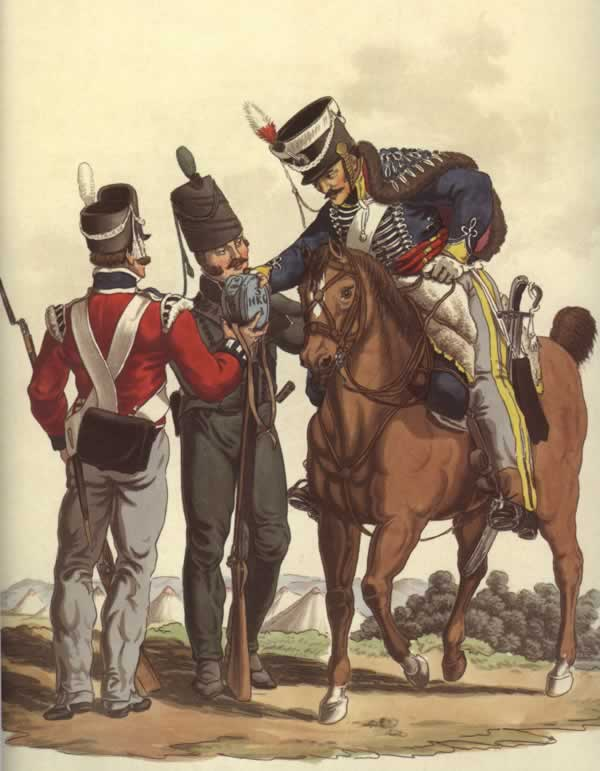
Żołnierze KGL

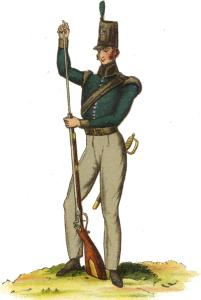
Żołnierz batalionu lekkiej piechoty King’s German Legion

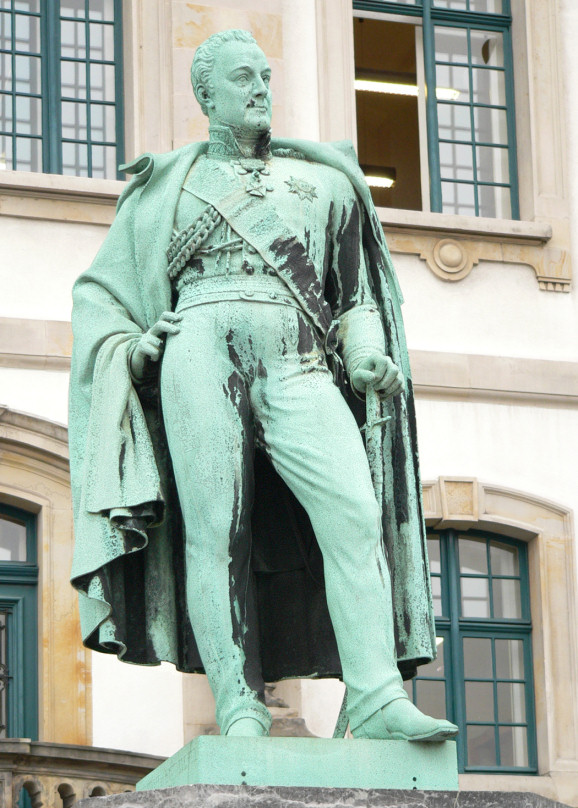
General Karl von Alten

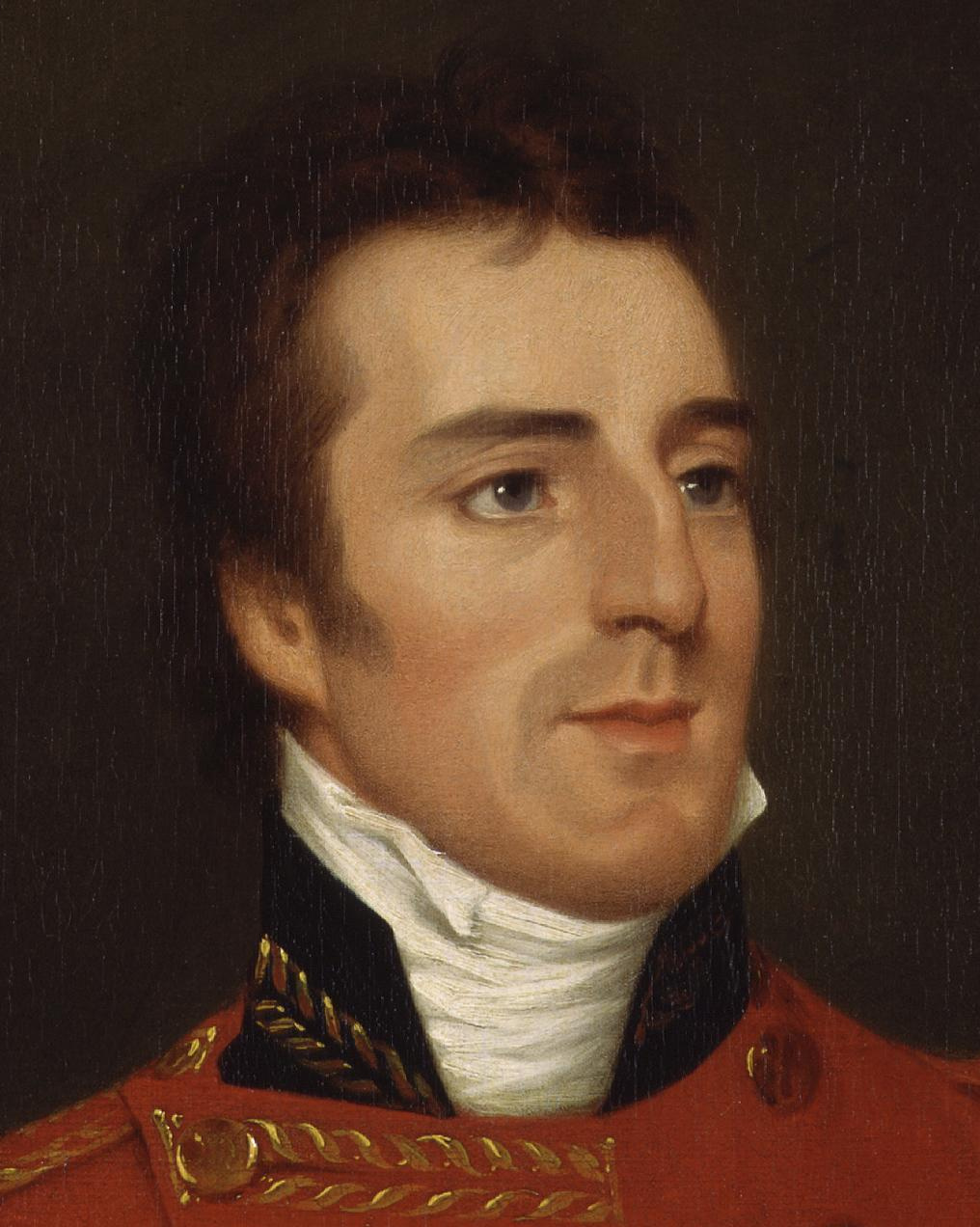
Arthur Wellesley, 1. książę Wellington

King’s German Legion (KGL) – niemiecka jednostka wojskowa na żołdzie brytyjskim istniejąca w latach 1803–1816. Była jedyną niemiecką jednostką, która walczyła przeciw Francji w czasie napoleońskiej okupacji ziem niemieckich.

## Geneza
W 1803 brytyjski oficer Colin Halkett i baron Friedrich von der Decken otrzymali pozwolenie na powołanie formacji lekkiej piechoty o nazwie „The King’s Germans”. Stało się to dzięki zarządzeniu króla Jerzego III Hanowerskiego.
Legion powstał 19 grudnia 1803 jako „King’s German Legion”. Stacjonował w Bexhill-on-Sea i Weymouth, potem niektóre pododdziały trafiły również do Irlandii. W trakcie wojen napoleońskich objął w swojej strukturze również artylerię i kawalerię.

## Struktura organizacyjna
Legion w dużej mierze składał się z byłych żołnierzy armii hanowerskiej i heskiej, która została rozwiązana na mocy unii personalnej Zjednoczonego Królestwa Wielkiej Brytanii z Elektoratem Hanoweru i konwencji z Artlenburga z 5 lipca 1803.
King’s German Legion był zorganizowany w następujący sposób:
Piechota
- 8 batalionów liniowych
- 2 bataliony lekkie

Artyleria
- 2 baterie konne
- 4 baterie piesze

Kawaleria
- 2 pułki dragonów
- 3 pułki lekkich dragonów (huzarów)

Wojska inżynieryjne

## Działania zbrojne
Legion nigdy nie walczył jako zwarta jednostka. Każdy z batalionów miał swoją historię.
Poszczególne jednostki KGL walczyły pod Hanowerem, na Pomorzu, pod Kopenhagą i na półwyspie Walcheren pod rozkazami gen. Sir Johna Moore’a.
Następnie wzięły udział w wyprawie do A Coruña (bitwa pod La Coruną) na Półwyspie Iberyjskim pod rozkazami księcia Wellingtona, w licznych bitwach m.in. w takich miejscach jak: Busaco, Barrosa, Fuentes de Oñoro, Albuera, Ciudad Rodrigo, Salamanka, García Hernandez, Burgos, Vitoria, San Sebastián, Nivelles, Sycylia, a także we wschodniej części Hiszpanii.
Jednostki KGL walczyły również na północy ziem niemieckich, m.in. nad rzeką Göhrde; w trakcie bitwy pod Waterloo 2 batalion lekki razem z żołnierzami 1 batalionu lekkiego i strzelcami 5 batalionu liniowego bronili gospodarstwa La Haye Sainte, aż do całkowitego zużycia amunicji, po czym się wycofali.
W najlepszym dla Legionu okresie, w 1812, KGL liczył około 18 000 żołnierzy. W sumie przez Legion przewinęło się około 28 000 mężczyzn.
Zyskał uznanie brytyjskiego rządu, dlatego też po 22 czerwca 1812 wszyscy jego oficerowie otrzymali stopnie armii brytyjskiej.
W 1816 Legion rozwiązano a jego żołnierze zostali oddani do dyspozycji dowództwa w Hanowerze.

## Wyróżnienia
KGL uzyskała następujące Battle honours:
- Peninsular
- Waterloo
- Venta del Pozo (1 i 2 bataliony lekkie)
- Garcia Hernandez (1 pułk dragonów)
- El Bodon (1 pułk huzarów)
- Barossa (2 pułk huzarów)
- Göhrde (3 pułk huzarów)

## Miejsca pamięci

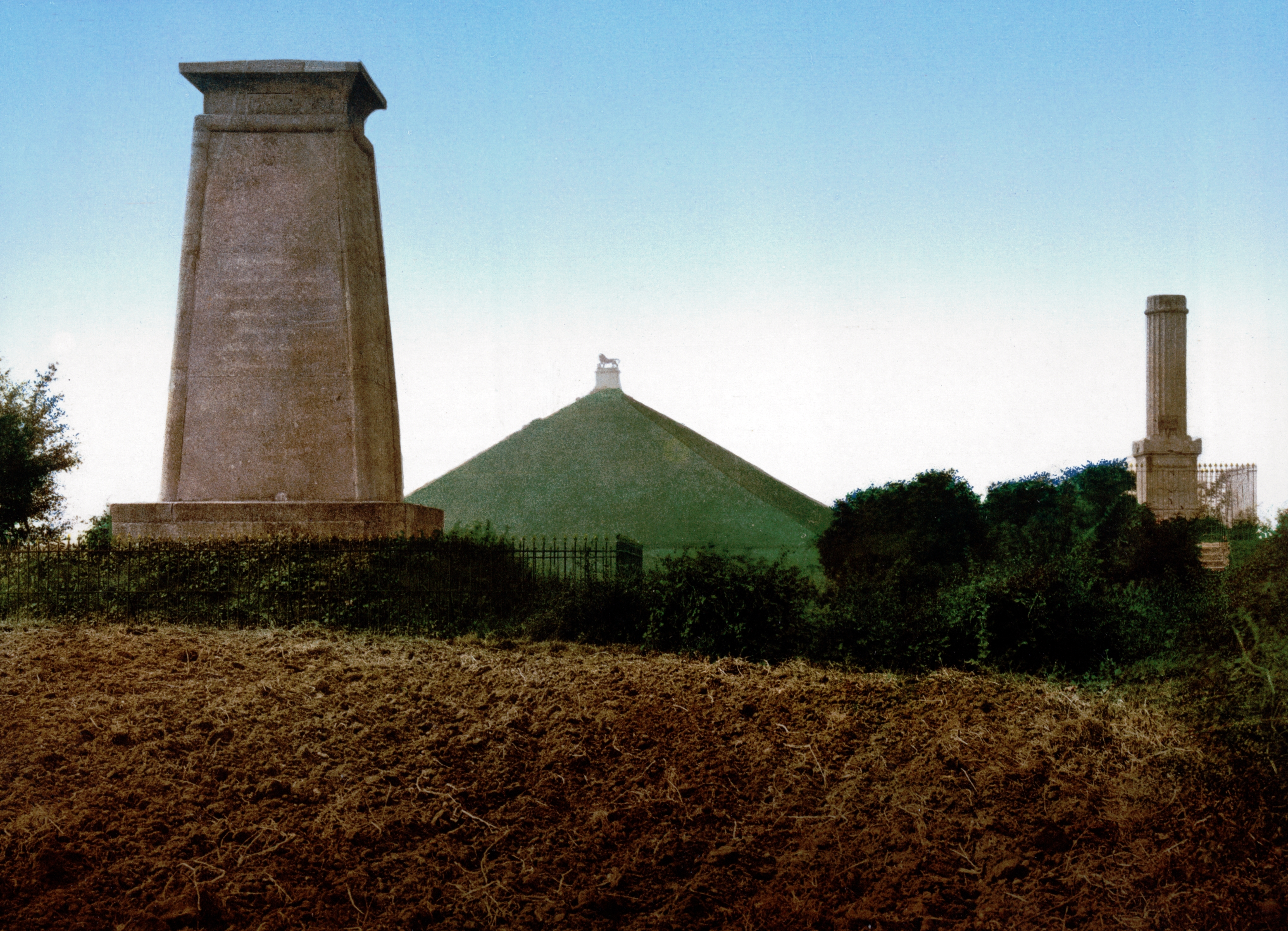
Pomniki przy La Haye Sainte - z lewej pomnik KGL
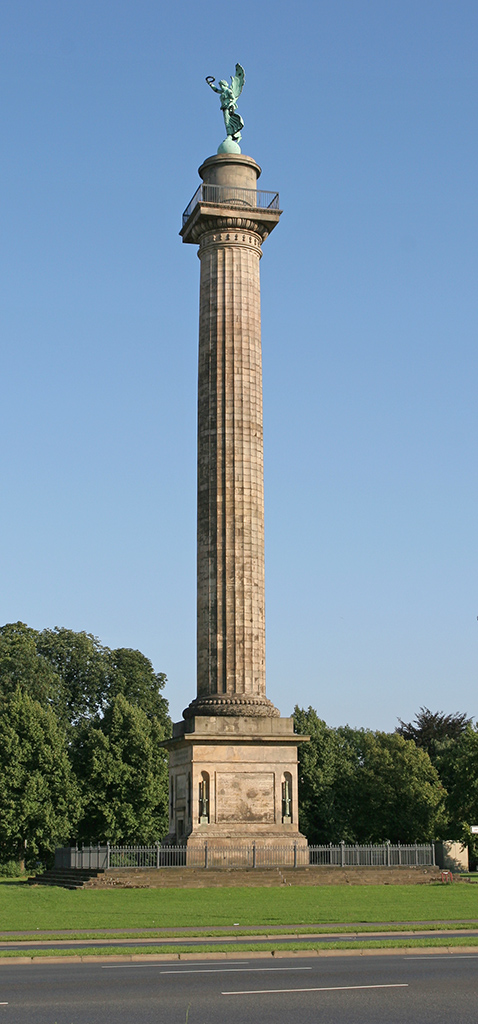
Kolumna Waterloo w Hanowerze (Waterloosäule)
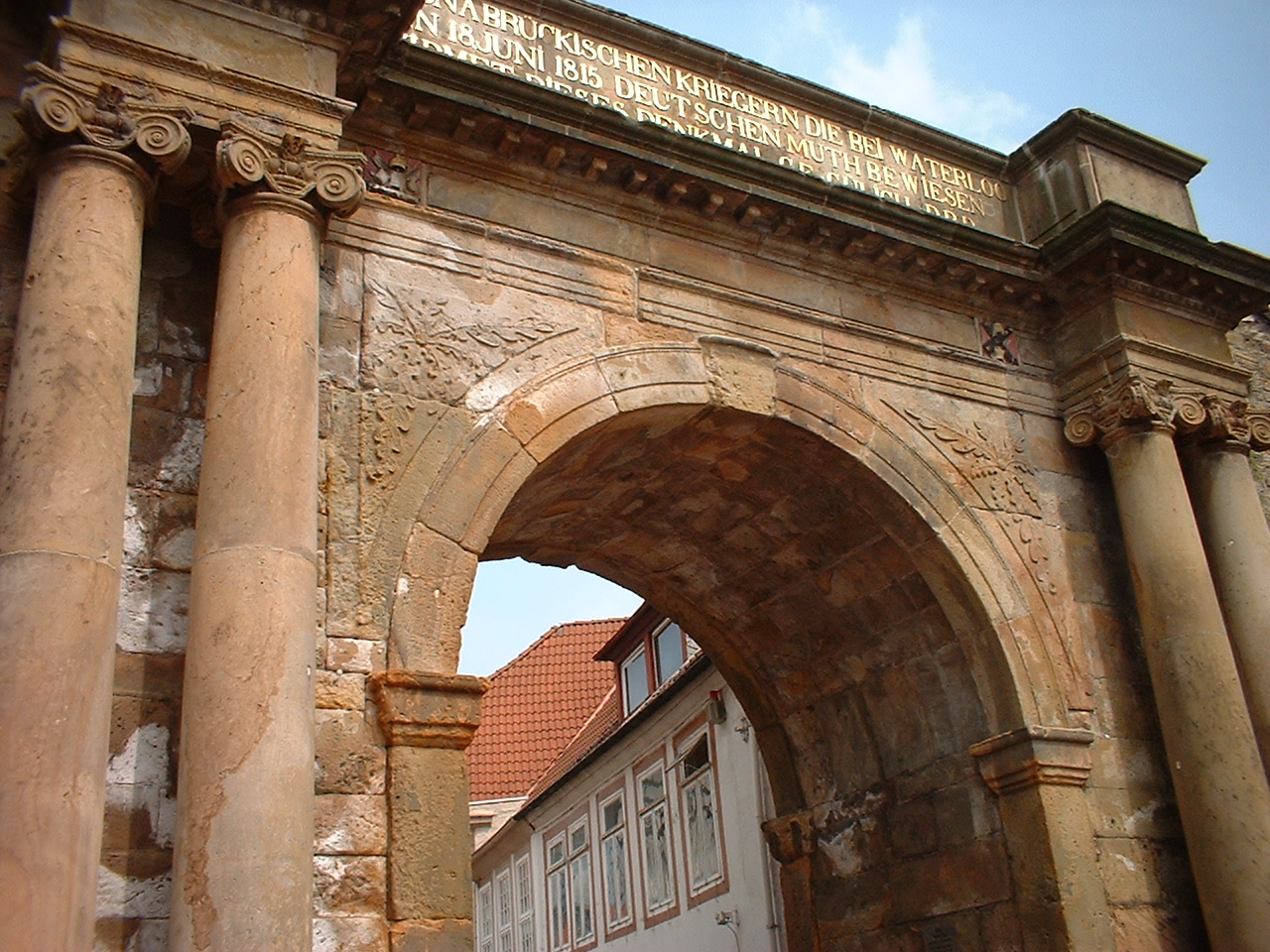
Heger Tor w Osnabrück
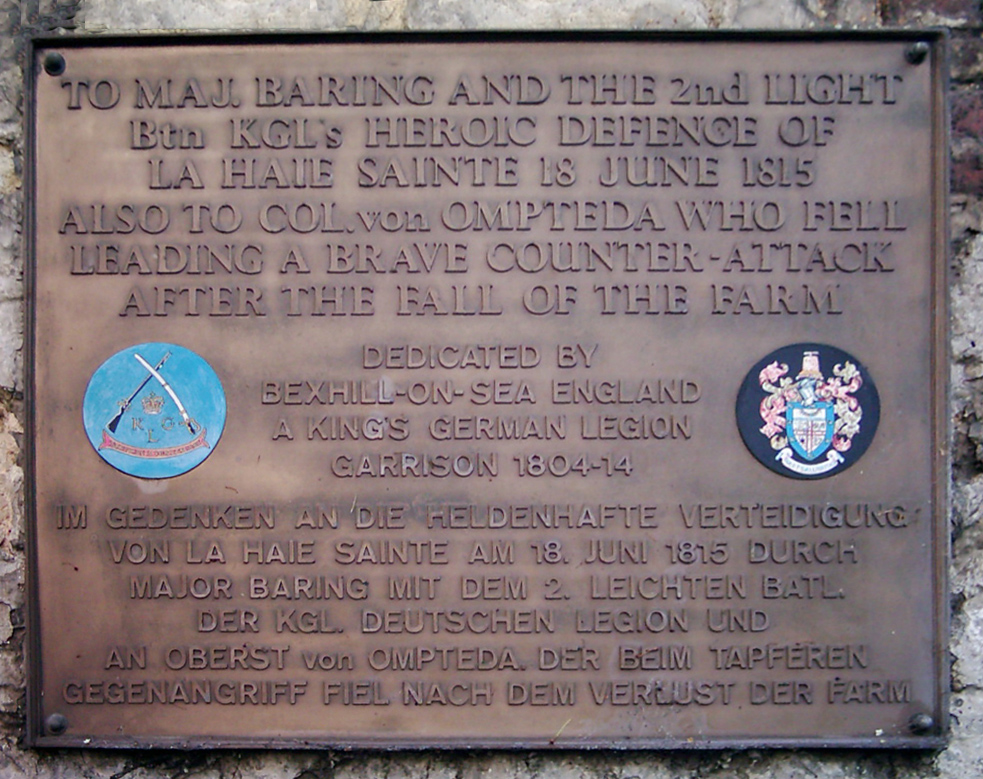
Tablica pamiątkowa na murach La Haye Sainte